# Alligator munensis
Alligator munensis (лат.) — вымерший вид пресмыкающихся семейства аллигаторовых, описанный по ископаемым остаткам из четвертичных отложений Таиланда. После того, как был обнаружен череп A. munensis, его предварительно отнесли к китайскому аллигатору, прежде чем признали отдельным видом. Хотя эти два вида по-прежнему считаются близкими родственниками, выраженные анатомические различия предполагают, что они разделились задолго до плейстоцена, возможно, во время поднятия Тибетского нагорья в миоцене. У него был короткий и крепкий череп и, возможно, шаровидные задние зубы, возможно, предназначенные для питания животными с твёрдым панцирем. Ноздри A. munensis были расположены гораздо ближе к задней части черепа, чем у других аллигаторов, но неизвестно, зачем это было нужно.

## Описание
Череп Alligator munensis широкий и треугольный, как и у других аллигаторов, но демонстрирует значительный уровень сжатия, который значительно сокращает общую длину головы. Кроме того, рострум не был особенно уплощен. Область вокруг носа приподнята благодаря подъему носовых костей, что создает заметную канавку сразу за ноздрями при рассмотрении черепа в профиль.
Хотя внешние ноздри используются для идентификации A. munensis как представителя рода Alligator, они все равно уникальны по сравнению со всеми другими видами рода. Они покрывают только около трети длины предчелюстной кости, а не две трети, как у других видов. Перегородка, разделяющая ноздри, у A. munensis намного шире, тогда как у других видов она тонкая. Кроме того, хотя эта межноздревая перегородка обычно образована в основном носовыми костями, у этого вида в ее образование вносит большой вклад предчелюстная кость. Больший вклад предчелюстной кости также распространяется на заднюю часть ноздрей, где кость входит в состав задней границы этих отверстий. Вся межноздревая перегородка очень высокая и частично разделяет носовую полость. Наконец, овальные (а не каплевидные) ноздри расположены гораздо дальше назад, чем у любого другого вида этого рода.
Хоана также уникальна по сравнению с хоанами всех других видов рода. Она почти круглая с резким сужением к задней части, а не эллиптическая, и у нее отсутствует приподнятый ободок вокруг задней части отверстия.
Несколько отчетливых гребней украшают череп Alligator munensis. Например, один ростральный гребень тянется через верхнюю челюсть и слезную кость, где он переходит в еще одну пару гребней, которые охватывают префронтальные кости. Эта последняя пара гребней, которая наблюдается у всех видов, за исключением Alligator mcgrewi, образует структуру, называемую очками. Дополнительные гребни можно увидеть по средним линиям носовых костей, лобной кости и теменной кости. Примечательно, что чешуйчатые кости Alligator munensis плоские, тогда как у современного китайского аллигатора эти кости приподняты, образуя низкие «рога».
Alligator munensis имел сравнительно редуцированную зубную систему. В дополнение к типичным пяти зубам в каждой предчелюстной кости, у него было только 12 зубов в каждой верхней челюсти. Между тем, китайские аллигаторы обладают 14 верхнечелюстными зубами. Зубы неизвестны, но 9-11-я альвеолы верхней челюсти явно увеличены, что может коррелировать с шаровидными или тупыми зубами. Это может указывать на возврат к более предковой зубной системе, поскольку современные универсальные аллигаторы произошли от более специализированных предков.

## Филогения и эволюция
Описание типа A. munensis не включает подробное филогенетическое дерево, хотя авторы упоминают, что такой анализ находится в разработке. Несмотря на отсутствие филогении, Дарлим и др. уверены в отнесении этого вида к роду Alligator на основе ряда общих черт. Внутри Alligator A. munensis демонстрирует много сходств с Alligator sinensis, что позволяет предположить, что эти два вида тесно связаны. Тем не менее, многие производные черты этого вида указывают на то, что отношения между ними не были отношениями предка и потомка, а скорее на то, что они могли быть дивергентными видами.
Хотя не совсем ясно, когда эти два вида отделились друг от друга, поскольку ископаемые останки аллигаторов в Азии изучены недостаточно, Дарлим и его коллеги размышляли об их происхождении. Они предполагают, что предок A. sinensis и A. munensis мог обитать в низменностях, где располагались протореки Янцзы—Си и Меконг—Чао Прайя. Когда продолжающийся континентальный дрейф поднял восточное Тибетское плато в миоцене, две речные системы были отделены друг от друга, что, следовательно, не позволило двум образовавшимся популяциям скрещиваться или расселяться в других ареалах. Это привело бы к тому, что A. sinensis и A. munensis развивались изолированно друг от друга, причем последний был ограничен проторекой Чао Прайя и более поздней речной системой Меконг.

## Палеобиология
На основании отложений, в которых был найден Alligator munensis, он мог обитать в среде, похожей на среду обитания китайских аллигаторов, которая включает низины и поймы с различными водоемами, включая болота, пруды и ручьи. В тех же отложениях, что и A. munensis, были найдены и другие животные, в том числе мягкотелые черепахи и крупные млекопитающие, в частности, буйволы и олени-замбары.
Увеличенные задние верхнечелюстные зубные гнезда могут указывать на то, что задние зубы A. munensis были либо шаровидными, либо тупыми с уплощенными вершинами, что наблюдается у нескольких короткомордых аллигаторов. Это, в сочетании с общим крепким строением черепа и хорошо развитыми местами прикрепления челюстной мускулатуры, предполагает, что у Alligator munensis был сильный укус, подходящий для дробления добычи. Такой образ жизни неоднократно появлялся у Crocodilia, но также является предковым состоянием для аллигаторин, что означает, что современные универсальные аллигаторы произошли от более специализированных предков. Однако это не обязательно означает, что A. munensis также был более специализированным, поскольку появление дробящих зубов может быть связано с еще большей степенью оппортунизма, возможно, в ответ на сезонно доступную добычу с твёрдым панцирем. Дарлим и коллеги указывают на всеядную большеголовую черепаху, которая потребляет большее количество моллюсков в определенные периоды года. Широкомордые кайманы, с другой стороны, предпочитают добычу с твёрдым панцирем, но не имеют увеличенных задних зубов. У китайских аллигаторов также отсутствует эта особая адаптация, но их экология в целом плохо изучена.